# Ruby Frost
Ruby Frost, pseudonimo di Jane de Jong (Wellington, 1987), è una cantautrice neozelandese.

## Biografia
Ruby Frost è salita alla ribalta nel 2010, quando ha vinto la categoria pop del John Lennon Songwriting Contest grazie alla demo Hazy. Nel 2011 si è classificata terza nella categoria Pop/Top 40 del medesimo concorso grazie al brano Hazy finalizzato. Il suo album di esordio, intitolato Volition, è uscito a giugno 2012 e si è piazzato in 22ª posizione in madrepatria. Nel medesimo anno ha contribuito al singolo di beneficenza Feel Inside (And Stuff Like That), arrivato in vetta nella classifica neozelandese. L'anno seguente ha collaborato a The Wire con David Dallas, che ha raggiunto l'11ª posizione a livello nazionale e che è stato certificato disco d'oro nel paese. Nel 2013 ha partecipato alla prima edizione della versione neozelandese di X Factor in veste di giudice.

## Discografia

### Album in studio
- 2012 – Volition

### Singoli

#### Come artista principle
- 2010 – Moonlight
- 2011 – Odyssey
- 2012 – Water to Ice
- 2012 – Young
- 2014 – Comeback Queen

#### Come artista ospite
- 2013 – The Wire (David Dallas feat. Ruby Frost)